# Samantha Arsenault
Samantha Arsenault (n. 11 octombrie 1981, Peabody⁠(d), Massachusetts, SUA) este o înotătoare americană, medaliată olimpică. A participat la o ediție a Jocurilor Olimpice (2000) în care a câștigat două medalii de aur.